# The Trawlerman's Song EP
The Trawlerman's Song EP är en EP av Mark Knopfler, utgivet 2005. Albumet innehåller studioversionen av titelspåret samt fem liveversioner av låtar från albumet Shangri-La.

## Låtlista
1. "The Trawlerman's Song" (albumversion) – 5:02
2. "Back to Tupelo" (live) – 4:32
3. "Song for Sonny Liston" (live) – 5:30
4. "Boom, Like That" (live) – 4:35
5. "Donegan's Gone" (live) – 2:59
6. "Stand Up Guy" (live) – 4:30